# Plectocryptus poecilops
Plectocryptus poecilops är en stekelart som först beskrevs av Joseph Kriechbaumer 1891.  Plectocryptus poecilops ingår i släktet Plectocryptus och familjen brokparasitsteklar. Arten är reproducerande i Sverige. Inga underarter finns listade i Catalogue of Life.